# Phanerotomella atrata
Phanerotomella atrata är en stekelart som beskrevs av De Saeger 1948. Phanerotomella atrata ingår i släktet Phanerotomella och familjen bracksteklar. Inga underarter finns listade i Catalogue of Life.